# Callitriche heteropoda
Callitriche heteropoda är en grobladsväxtart som beskrevs av Georg George Engelmann och Christoph Friedrich Hegelmaier. Callitriche heteropoda ingår i släktet lånkar, och familjen grobladsväxter. Inga underarter finns listade i Catalogue of Life.